# キルメス
キルメス(Quilmes, スペイン語発音: [ˈkilmes])は、アルゼンチン・ブエノスアイレス州の都市であり、キルメス・パルティードの政庁所在地である。人口は230,810人。首都のブエノスアイレス特別区から南17kmにあり、大ブエノスアイレス都市圏に含まれる。

## 歴史
キルメスの市名は、アルゼンチン北部のトゥクマン州・サン・ミゲル・デ・トゥクマン周辺に住んでいたキルメス族という先住民に由来している。17世紀、スペイン人侵略者たちはキルメス族の土地の支配を何度も試みると、ついにキルメス族は敗れ、スペイン当局が統制できるブエノスアイレス近郊のコロニー内に住むことを強いられた。このコロニーは1666年にエサルタシオン・デ・ラ・サンタ・クルス・デ・ロス・キルメとして設置され、キルメス族はトゥクマンから1000km離れたコロニーまで徒歩で向かわせられたため、旅の途中で何百人も死んだ。1810年までにコロニーは放棄されてゴーストタウンになったが、土地は小区画に分割され、1818年にキルメスの町が建設された。イギリスのリオ・デ・ラ・プラータ侵攻中には、イギリス軍はモンテビデオからキルメスを通ってブエノスアイレスに侵攻した。19世紀後半にはヨーロッパからのアルゼンチン移住が盛んになり、町の発展は加速した。1880年のブエノスアイレス連邦化によってキルメス市は新州都とされた。

## 地理
キルメス・パルティードの中央部に位置し、北側にはベルナルやドン・ボスコが、南側にはエスペレータやサン・フランシスコ・ソラーノやビジャ・ラ・フロリダなどがある。キルメス市は東キルメスと西キルメスの2つの地区から成り、ブエノスアイレスとラプラタを結ぶロカ線の線路が両地区の境界線となっている。東キルメスは比較的豊かな住民が多く住む地区であり、大型ショッピングセンターがある。東キルメスの中央部にはアルゼンチン国道A001号線が走っている。ラプラタ川に近づくほど住居者の収入が低くなり、川沿いの空き地には2つの大きな"Villa Miseria"(いわゆるスラム)と呼ばれる不法占拠地が存在する。この一帯は何度か大規模な洪水を経験している。

## 地区（ロカリダーデ）
| 市と地区 | 市と地区   | 人口(人) |
| -------- | ---------- | -------- |
| キルメス | キルメス   | 111,575  |
| キルメス | 西キルメス | 119,235  |

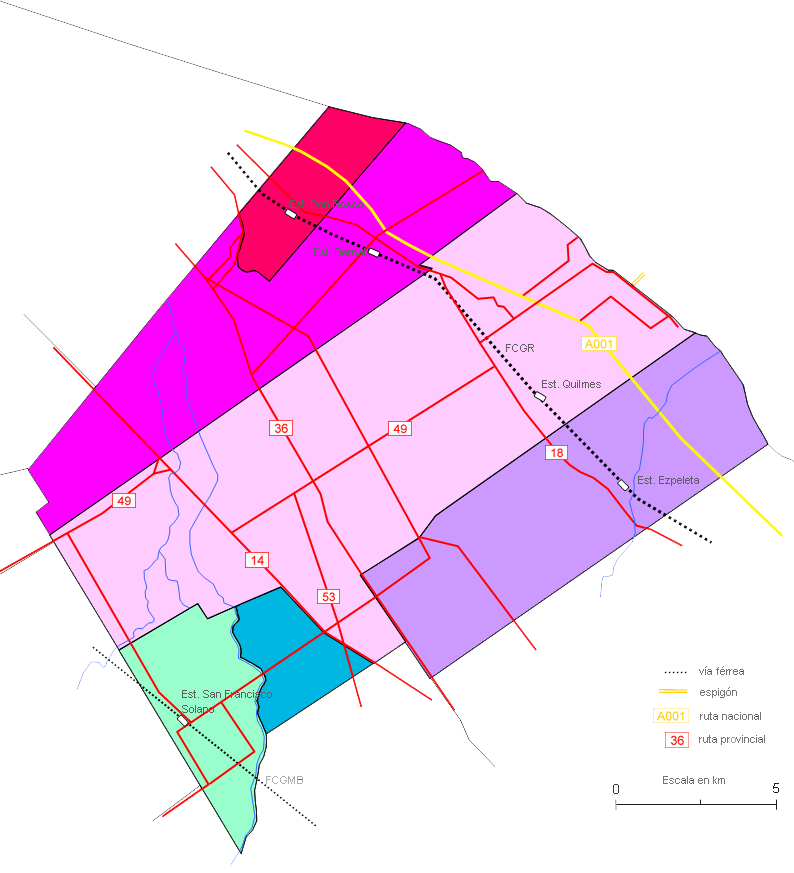
キルメス・パルティードの地区図

出典 : 2001 Census, INDEC and DPE

## 文化

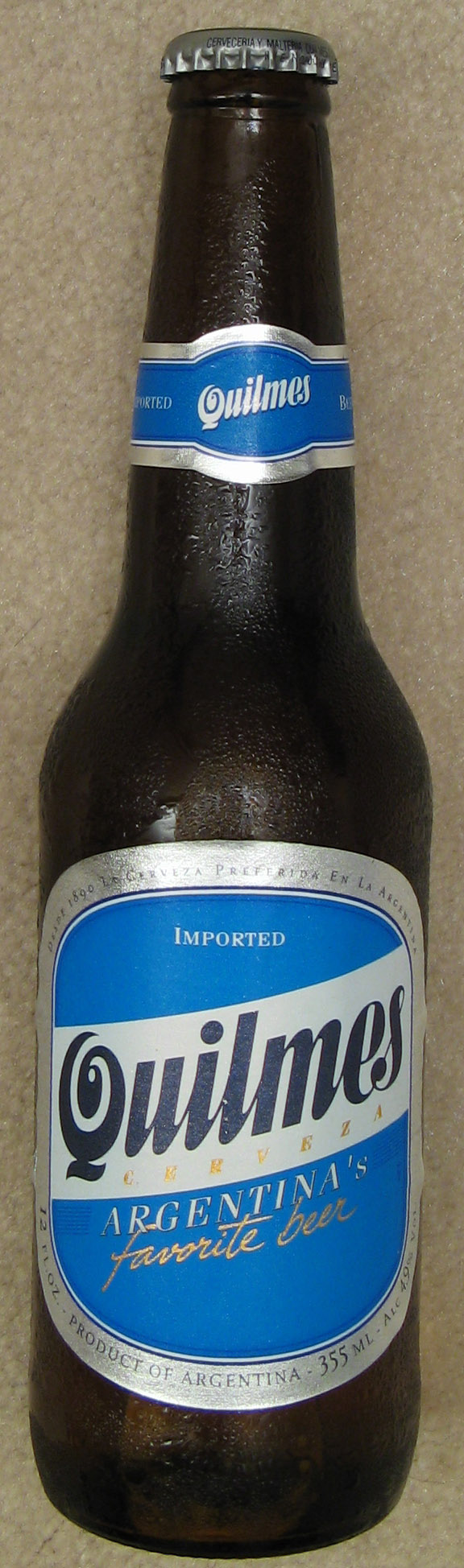

キルメス市の名前はセルベッサ・キルメス（キルメス・ビール）でよく知られている。セルベッサ・キルメスは1888年にドイツ系移民のOtto Bemberg が興したビール会社であり、依然としてキルメス最大の雇用者数を誇る事業所である。現在は年間150億リットルのビールを製造しており、セルベッサ・キルメスはアルゼンチン国内のビールシェアの75%を占めている。
キルメス市にはふたつのサッカークラブが本拠地を置いている。キルメスACとCAアルヘンティーノ・デ・キルメスはともに1890年代後半に設立されており、アルゼンチンでもっとも歴史あるサッカークラブのひとつである。キルメスACはイギリス系移民のJ・T・スティーヴンソンによって設立され、キルメスACでのプレーが認められなかったアルゼンチン人選手たちがCAアルヘンティーノ・デ・キルメスを設立した。
2014年には国際ホッケー連盟(FIH)によってホッケー・チャンピオンズ・トロフィーがキルメス市で開催されている。

## 姉妹都市

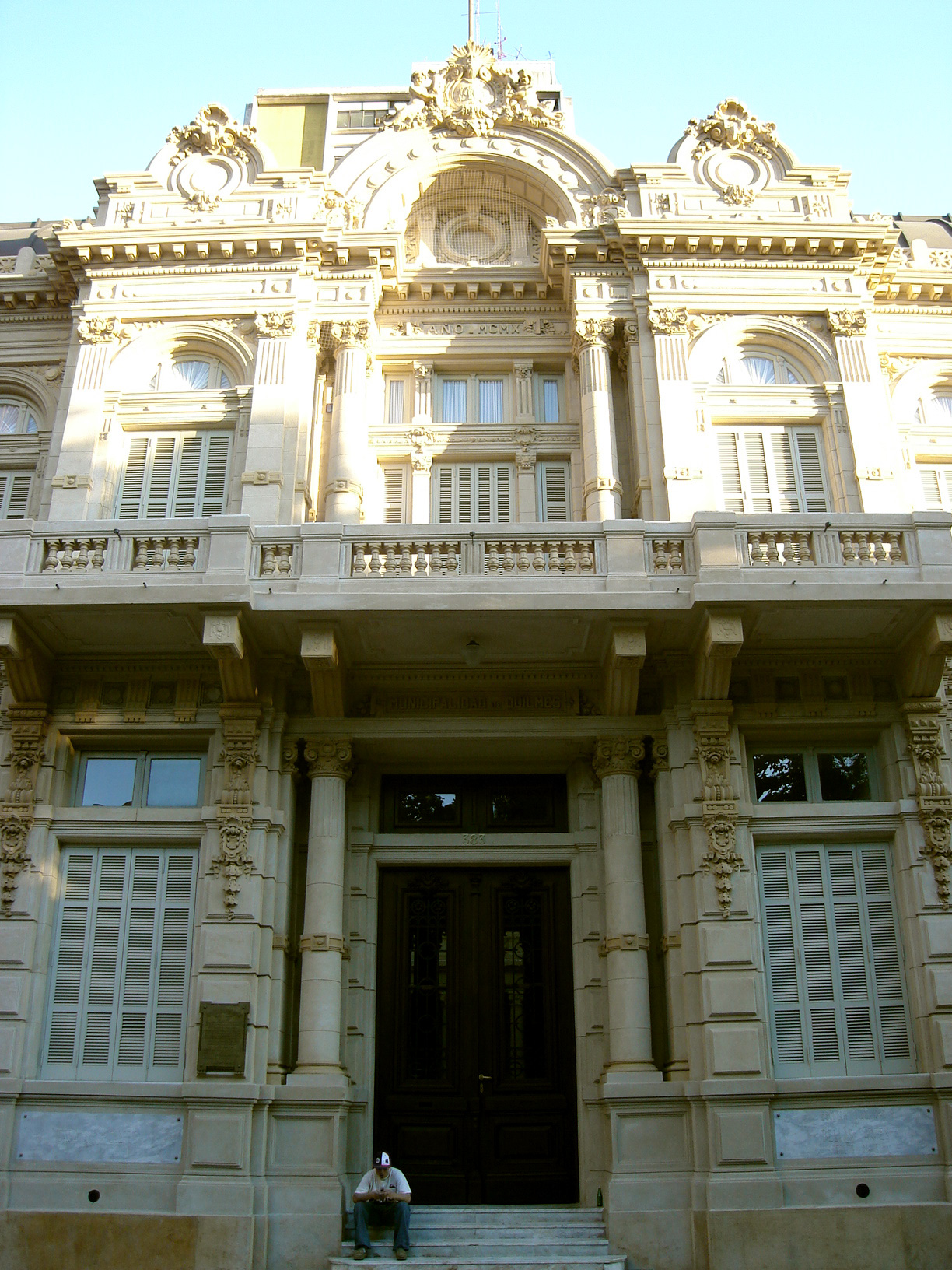
キルメス市庁舎

- シチリア島, サン・マウロ・カステルヴェルデ
- 南昌市, 中国, (since 2008)